# Cerro Batoví

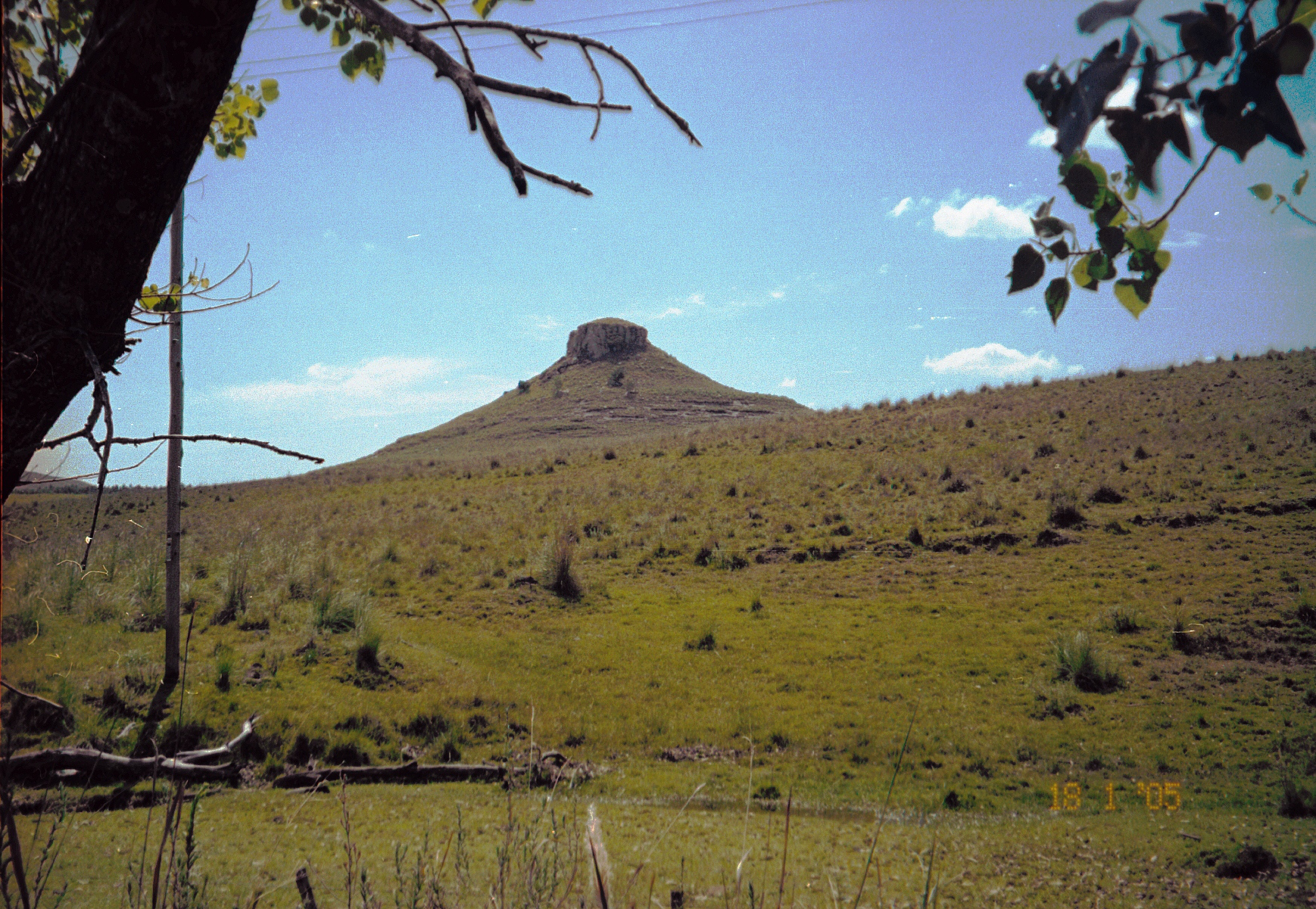
Cerro Batoví.

El Cerro Batoví és un turó ubicat a 25 quilòmetres de la ciutat de Tacuarembó, capital del departament del mateix nom, al nord de l'Uruguai. La seva altitud és de 224 metres sobre el nivell del mar.
El seu nom, en guaraní, significa "mamella de verge", a conseqüència de la seva forma especial, que és el símbol del departament.